# Ingrid D. Rowland
Ingrid Drake Rowland (Princeton, 19 agosto 1953) è un'italianista statunitense, professoressa presso la Facoltà di Storia dell'Università di Notre Dame.
Collabora frequentemente con The New York Review of Books.

## Biografia
Figlia del premio Nobel per la chimica Frank Sherwood Rowland, si è laureata in lettere classiche al Pomona College nel 1974 e ha conseguito il Master e il Ph.D. in letteratura greca e archeologia classica al Bryn Mawr College.
Trasferitasi a Roma, scrive di arte, architettura, storia e molti altri argomenti sull'Italia per The New York Review of Books.

## Pubblicazioni
- The Culture of the High Renaissance: Ancients and Moderns in Sixteenth Century Rome, Cambridge University Press, 1998, ISBN 9780521794411
- The Place of the Antique in Early Modern Europe, University of Chicago Press, 1999, ISBN 9780935573282.
- The Scarith of Scornello: a Tale of Renaissance Forgery, University of Chicago Press, 2004, ISBN 9780226730370.
- The Roman Garden of Agostino Chigi, Gerson, 2005, ISBN 9789080169173.
- From Heaven to Arcadia: The Sacred and the Profane in the Renaissance[3], New York Review Books, 2008, ISBN 978-1590172957.
- Giordano Bruno: Philosopher/Heretic,2008, Farrar Straus & Giroux, ISBN 0809095246.
- From Pompeii: The Afterlife of a Roman Town, 2014, Harvard University Press, ISBN 9780674088092.
- con Noah Charney, The Collector of Lives: Giorgio Vasari and the Invention of Art, WW Norton & Company, 2017, ISBN 978-0393241310.
- The Divine Spark of Syracuse, University Press of New England, 2018, ISBN 978-1512603057.

## Premi e riconoscimenti
- Grace Dudley Prize for Arts Writing, Robert B. Silvers Foundation, 2021[4]
- Helen and Howard R. Marraro Prize in Italian History, 2010[5]
- Socio corrispondente dell'Accademia dei sepolti, Volterra, 2005
- Membro fondatore dell'Academia Bibliotecae Alexandrinae (Egitto), 2004
- Membro eletto dell'American Academy of Arts and Sciences, 2002
- Membro del Getty Research Institute, 2000–2001
- John Simon Guggenheim Foundation Fellowship, 2000–2001
- Socio corrispondente dell'Accademia Senese degli Intronati, 2015